# When Did You Leave Heaven
When Did You Leave Heaven är ett studioalbum från 1997 av Lisa Ekdahl.

## Låtlista
1. When Did You Leave Heaven (Richard Whiting/Walter Bullock) – 6:02
2. But Not for Me (George Gershwin/Ira Gershwin) – 3:24
3. Cry Me a River (Arthur Hamilton) – 5:06
4. Love for Sale (Cole Porter) – 4:20
5. Lush Life (Billy Strayhorn) – 3:19
6. You're Gonna See a Lot of Me (Al Goodhart/Al Hoffman) – 2:30
7. Just One of Those Things (Cole Porter) – 2:50
8. The Boy Next Door (Hugh Martin/Ralph Blane) – 3:56
9. I'm a Fool to Want You (Jack Wolf/Joel Herron/Frank Sinatra) – 3:01
10. My Heart Belongs to Daddy (Cole Porter) – 2:55
11. Blame It on My Youth (Oscar Levant/Edward Heyman) – 5.18

## Medverkande
- Lisa Ekdahl – sång
- Peter Nordahl – piano
- Patrik Boman – bas
- Ronnie Gardiner – trummor
- Henrik Wartel – trummor (spår 4)
- Tommy Koverhult – tenorsax (spår 4)

## Listplaceringar
| Lista (1997-2002) | Topplacering |
| ----------------- | ------------ |
| Sverige           | 25           |
| Norge             | 35           |
| Frankrike         | 96           |